# Davide Okelo e Gildo Irwa
Davide Okelo (1900 – Paimol, 18 ottobre 1918) e Gildo Irwa (1906 – Paimol, 18 ottobre 1918) sono stati due giovani catechisti ugandesi, martirizzati e riconosciuti beati dalla Chiesa cattolica.

## Biografia
Davide e Gildo erano appena dei ragazzi quando decisero di portare il messaggio di Cristo ai cittadini di Paimol. Nel 1917 vennero battezzati dal comboniano Cesare Gambaretto. Durante la loro missione nella cittadina ugandese, furono uccisi da due guerrieri con una lancia il 18 ottobre 1918.
Il 20 ottobre 2002 furono beatificati da Giovanni Paolo II in Piazza San Pietro.

## Il culto
La Chiesa cattolica li ricorda il 18 settembre:
(Martirologio Romano)